# Vittoria Aganoor
Vittoria Aganoor, née le 26 mai 1855 à Padoue (royaume de Lombardie-Vénétie, aujourd’hui en Italie) et morte le 7 mai 1910 à Rome, est une poétesse italienne d'origine arménienne.

## Biographie
Vittoria Aganoor naît dans une noble famille arménienne. Elle est la 7e enfant d'Edoardo Aganoor et Giuseppina Pacini. Elle vit dans un milieu aisé, où l'on recevait des célébrités, comme Andrea Maffei ou Antonio Fogazzaro, qui fréquentent régulièrement la maison quand elle est petite. 
En 1876 elle part vivre à Naples, où elle fait connaissance d'Enrico Nencioni, qui l'aide avec sa poésie, mais elle maintient plus de correspondance avec son ami, le poète Domenico Gnoli.
Elle est émotionnellement très dépendante de famille, en raison de son caractère dépressif, et bien qu'elle soit un écrivain précoce, elle ne publie son premier roman — Leggenda eterna — qu'en 1900.
En 1901, elle se marie avec Guido Pompili et va vivre à Pérouse.  
Elle meurt d'un cancer le 7 mai 1910. Grâce à son mari, qui publie ses œuvres, elle devient très célèbre après sa mort.